# Pomaré I.
Pōmare I. (okolo 1743–1803, celým jménem: Tu-nui-ea-i-te-atua-i-Tarahoi Vairaatoa Taina Pomare I, také známý jako Tu nebo Tinah nebo Outu) byl sjednotitel a první král Tahiti v období 1788? až 1791.
Narodil se v Pare, okolo roku 1743, jako druhý syn Teu Tunuieaiteatua a jeho ženy Tetupaia-i-Hauiri. Původně vládl za regentství svého otce a po smrti otce vládl až do 23. listopadu 1802. Jako král Pomare I. sjednotil území ovládaná místními náčelníky na ostrově Tahiti a ostrovech Moorea, Mehetia, a Tetiaroa. Roku 1791 abdikoval, ale zůstal tahitským regentem až do roku 1803.
Byl dvakrát ženat a měl dva syny a tři dcery. Jeho následovníkem byl Pomare II., který vládl v letech 1803–1821.